# Robert Špehar
Robert Špehar (Osijek, 13 de Maio de 1970) é um ex-jogador de futebol e atual treinador croata. Atuava na posição de avançado.

## Carreira
Foi o melhor marcador da Liga Belga na época de 1996-1997, e da Liga Croata em 1995 e 2004. Foi internacional por 8 vezes pela Seleção Croata de Futebol.
Foi campeão com o Dinamo de Zagreb em 1993, fez a dobradinha com o Club Brugge em 1996, e em 2005 ganhou a Taça de Chipre com o AC Omonia.
Jogou pelo Sporting entre 1999 e 2002, onde  atuou em 14 partidas e anotou 7 golos.